# Burg Wolfsegg

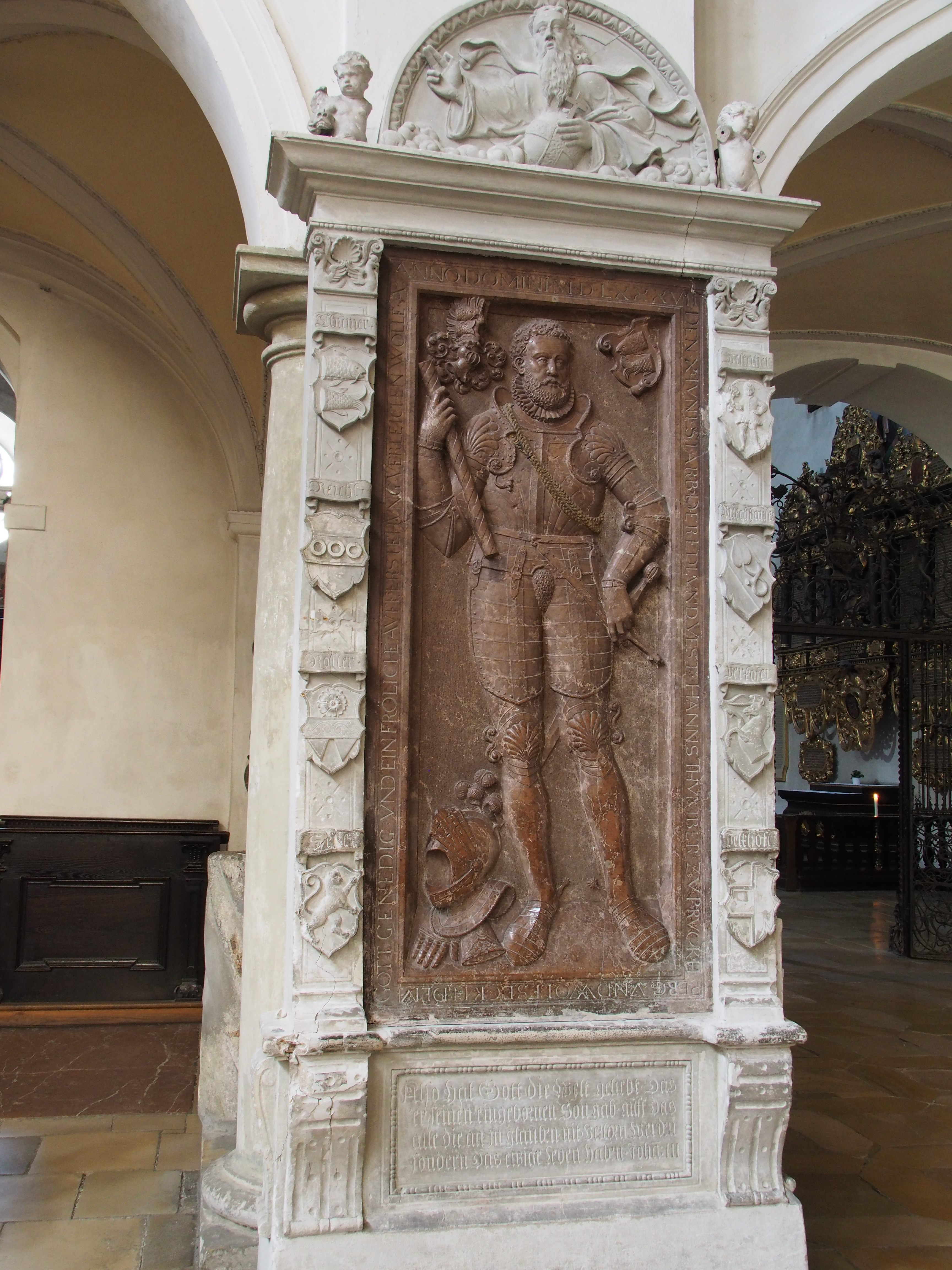
Hanns Thumer zu Bruckberg und Wolfsegg (Hans IV.)

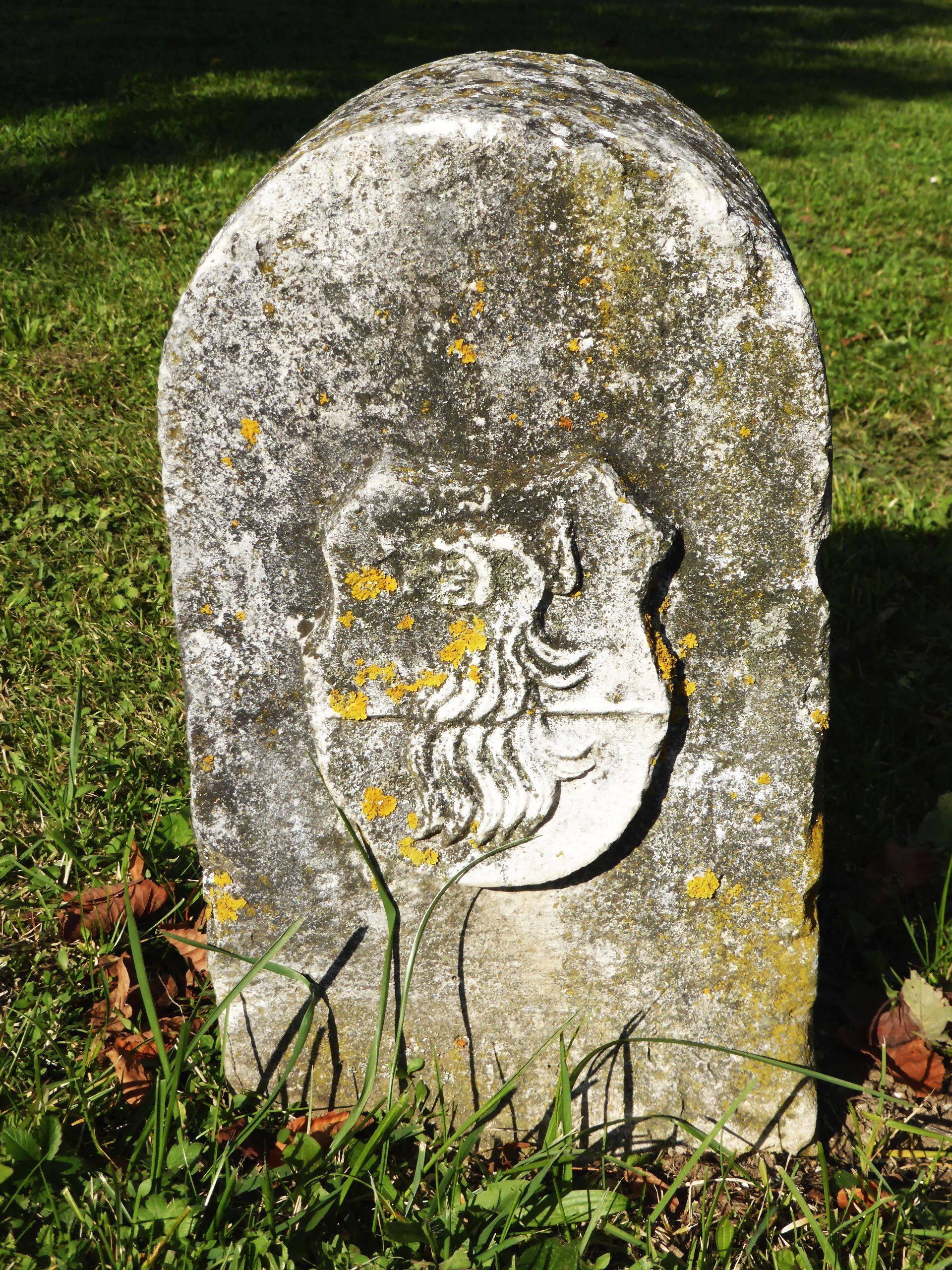
Wappen der Teufel von Pirkensee auf einem Markstein in der Gemeinde Wolfsegg, fälschlich als das des Wolf von Schönleiten bezeichnet

Die Burg Wolfsegg ist eine spätmittelalterliche Höhenburg auf einem 420 m ü. NN hohen Felskegel über dem Ortskern der Gemeinde Wolfsegg im Landkreis Regensburg in der Oberpfalz, Bayern. Die Burg wurde, wohl auch dank ihrer abgelegenen Lage, nie zerstört und ist noch durchgängig von gotischer Bausubstanz. Die Anlage ist unter der Aktennummer D-3-75-211-1 als denkmalgeschütztes Baudenkmal von Wolfsegg verzeichnet. Ebenso wird sie als Bodendenkmal unter der Aktennummer D-3-6837-0041 im Bayernatlas als „archäologische Befunde im Bereich der Burg Wolfsegg und der zugehörigen Kapelle St. Laurentius“ geführt.

## Geschichte

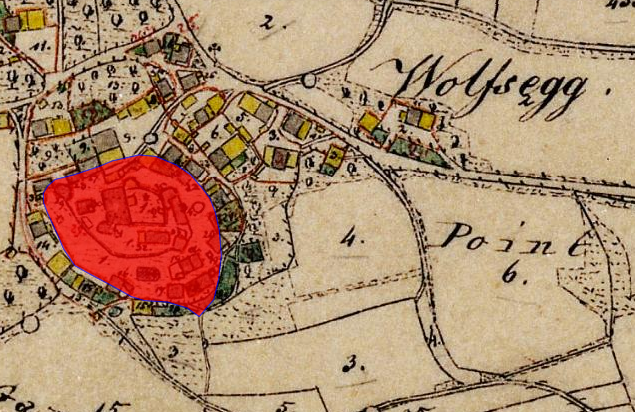
Lageplan von Burg Wolfsegg auf dem Urkataster von Bayern

Die Burg wurde von Praun (= Bruno) Wolf von Schönleiten (Lupus de Schönleiten), einem Angehörigen eines bereits seit dem 11. Jahrhundert bekannten Oberpfälzer Adelsgeschlechtes der Wolfs, frühestens um 1278 (dendrochronologische Untersuchung) erbaut. Wahrscheinlicher ist aber eine Entstehung zwischen 1325 und 1350, denn erst um 1350 nennt sich ein Wolfhart Wolf nach Wolfsegg. Um 1419, im 16. Jahrhundert, um 1721 und im 19. Jahrhundert wurde die Burg erweitert oder umgebaut.
Erstmals urkundlich erwähnt wurde die Burg 1358, als Ludwig, der Herzog von Bayern und Markgraf von Brandenburg, die mutmaßlichen Schwestern Margaretha und Katharina des 1357 verstorbenen Erbauers mit der Burg belehnte. Margaretha von Wolf und ihr Mann, Ulrich von Lichteneck zu Eggersberg, verkauften die „veste Wolfsegg“ als  Lehen des Herzogs von Oberbayern 1367 an Ulrich von Laaber und dessen Vetter Hadamar IV. von Laaber, Sohn des Minnesängers Hadamar III. von Laber. Die Besitzungen in Wolfsegg wurden von Pflegern, so von Ulrich dem Hofmeister zu Winzer und den Gästels, verwaltet. Im Besitz der Herren von Laaber blieb die Burg bis zum Aussterben des Geschlechts 1475. Nach dem Tod von Domdechant Hadamar VII. von Laber zu Salzburg, des Letzten seines Geschlechts, kamen die Besitzungen in Wolfsegg an Herzog Albrecht IV. von Bayern. Kurzfristig war Wolfsegg ab 1490 im Besitz des Hans Regeldorfer (Regendorfer), Pfleger zu Altmannstein und Richter zu Stadtamhof. Er war mit Margaretha von Muggenthal zu Eichhofen verheiratet; aus dieser Ehe stammten nur Töchter und so kam Wolfsegg nach seinem Tod zur Herrschaft Pfalz-Neuburg.
1508 verlieh Pfalzgraf Friedrich II. Wolfsegg dem Leonhard von Eck (dem Älteren) bzw. 1514/1523 dem Sebastian von Eck. 1533 wurde Leonhard von Eck, bayerischer Rat von Herzog Wilhelm IV. von Bayern, durch den Pfalzgrafen von Pfalz-Neuburg Ottheinrich mit Wolfsegg belehnt, 1550 folgte dessen Sohn Oswald von Eck, Landrichter zu Lengenfeld, als Lehensnehmer. 1575 gelangte Wolfsegg als Pfand bzw. später auf dem Kaufweg an Hans III. Thumer von Zeitlarn zu Pruckberg aus der Regensburger Patrizierfamilie Thumer, Eigentümer des Hauses an der Heuport. Ihm folgte sein Sohn Hans IV. Thumer und diesem, nach dessen Tod 1587, als Verwalterin auf Wolfsegg und Holzheim seine Witwe, Martha Thumer, in zweiter Ehe verheiratet mit Christoph von Götzengrien, nach. Der letzte aus der Familie der Thumer war Hans Christoph Thumer, der 1603 mit 17 Jahren die Landsassenpflicht ablegte. Er verstarb bereits 1616 und mit ihm erlosch das Geschlecht der Thumer zu Regensburg und Wolfsegg.
Die nächsten auf Wolfsegg waren die Götzengrien, von denen Johann Christoph von Götzengrien zu Furthern, Rosenberg und Bruckberg, verehelicht mit der Witwe Martha Thumer, von Herzog Wolfgang Wilhelm mit Wolfsegg belehnt wurde. Dessen Sohn Hans Ferdinand von Götzengrien, herzoglicher Truchsess und Kastner zu Teisbach, folgte ihm nach, er lag aber mit den Wolfseggern in Streit, da diese wegen des verlassenen Schlossbaus keine Scharwerkdienste leisten wollten. Nach seinem Tod um 1678 folgten seine Söhne Max Ernst, Veit Ignaz († 1698) und Christoph Ferdinand († 1684) auf Wolfsegg nach. Max Ernst erhielt das Freiherrendiplom und nannte sich „Freiherr von Götzengirein auf Furthern, Wolfsegg, Tutzing und Stadlthann“. Er starb 1707 ohne männliche Erben. Auf ihn folgte sein Neffe Franz Georg Heinrich Freiherr von Götzengrien, der von Kurfürst Johann Wilhelm mit Wolfsegg belehnt wurde. Unter den Götzengriens verfiel die Burg zusehends, damals ging auch das äußere Burgtor beim Weberturm ab; auch die Bewohner Wolfseggs bedienten sich an dem Material der Burg. Nach dem Tod des Franz Georg Heinrich († 11. September 1721) war die Ära der Götzengriens beendet und Wolfsegg fiel an den Herzog zurück.
Die Brüder Gottfried Albert († 1725) und Albert Ignaz von Silbermann († 1741) beantragten die Übertragung des freigewordenen Mannlehens Wolfsegg und wurden durch den Kurfürsten am 11. Dezember 1711 damit belehnt. Vermutlich verkaufte Albert Ignaz seinen Besitz 1725 an den Freiherrn Philipp Anton Leopold von Oberndorf, Pfleger zu Laaber und Lupburg. Nach seinem Tod übernahm sein Sohn Freiherr Ignaz von Oberndorf Wolfsegg. Dieser starb 1774 und seine Witwe Anna Franziska, eine geborene Freiin von Gaugreben, heiratete seinen Bruder, den Freiherrn Joseph Adam von Oberndorf, Kämmerer und Hofmarksrichter in Neuburg an der Donau. Dieser starb kinderlos und deshalb kamen seine beiden Neffen, die Kinder aus der ersten Ehe der Anna Franziska, zum Zug. 1790 wurden die Oberdorfer in den Grafenstand erhoben. Graf Karl August Maria Fortunat von Oberndorf, Oberst, Oberforstinspektor und bayerischer Kämmerer, war am 21. März 1800 mit Wolfsegg belehnt worden. Auch er starb kinderlos 1813 und Wolfsegg ging an seinen Neffen Graf Gustav Maria Fortunat; nach dessen Tod († 1879) erhielt sein Sohn Graf Karl Alexander von Oberndorf, bayerischer Kämmerer und Rittmeister, Wolfsegg. Dieser verkaufte sämtliche Güter zu Wolfsegg und die Burg kam als Schenkung am 20. März 1886 zur Gemeinde Wolfsegg, die die Burg teilweise als Schule und als Unterkunft für arme Familien nutzte.

Wappen der Hofmarksbesitzer von Wolfsegg
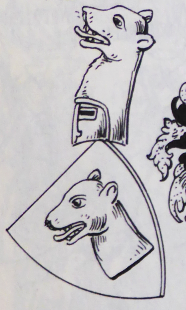
Wappen der Wolf
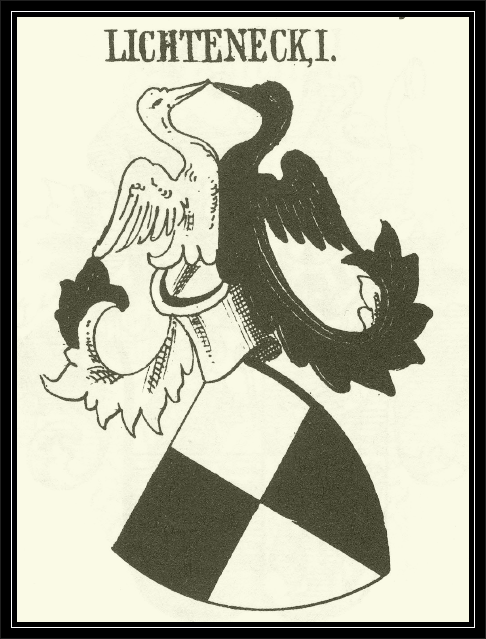
Wappen der Lichtenecker
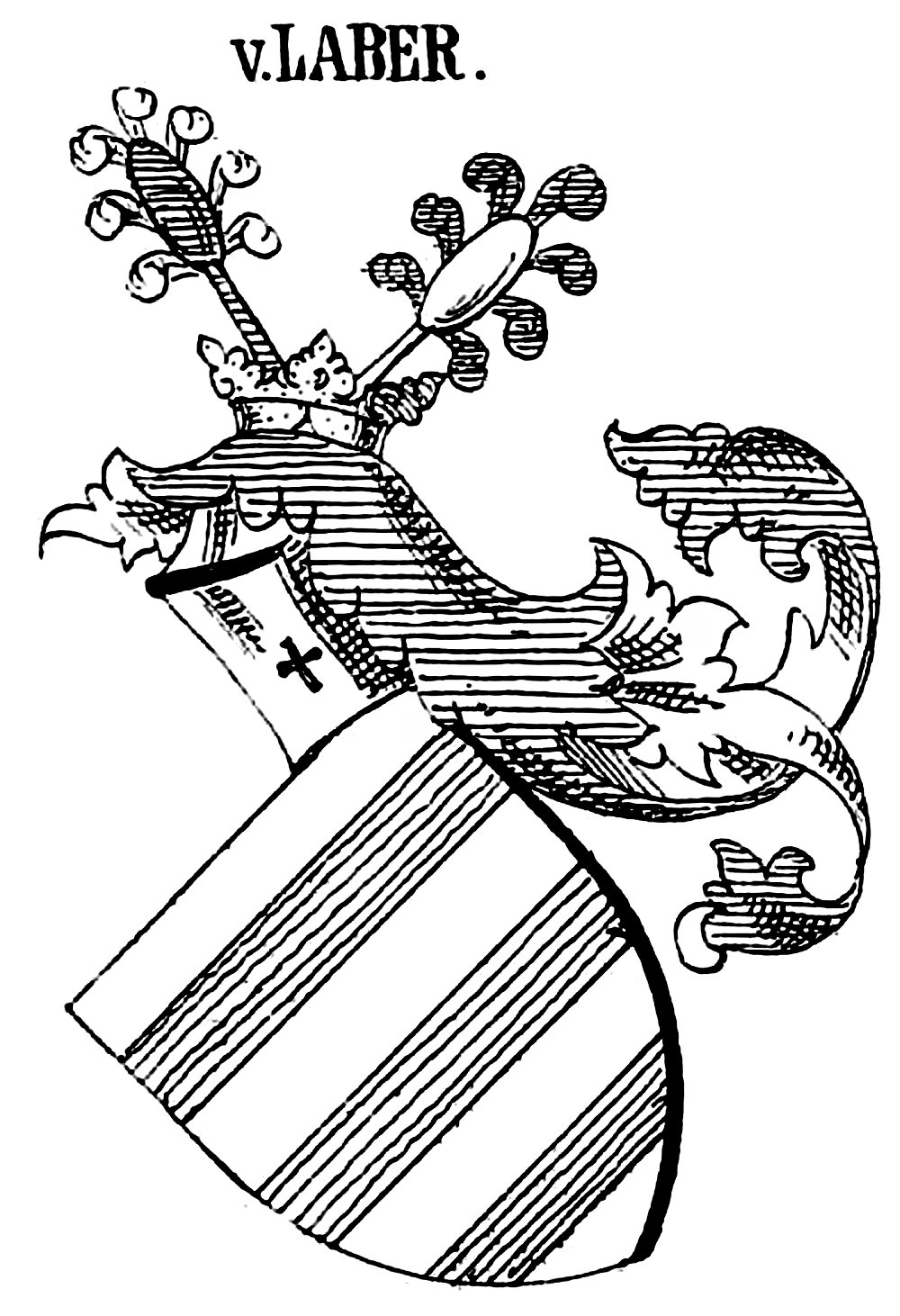
Wappen der Herren von Laaber
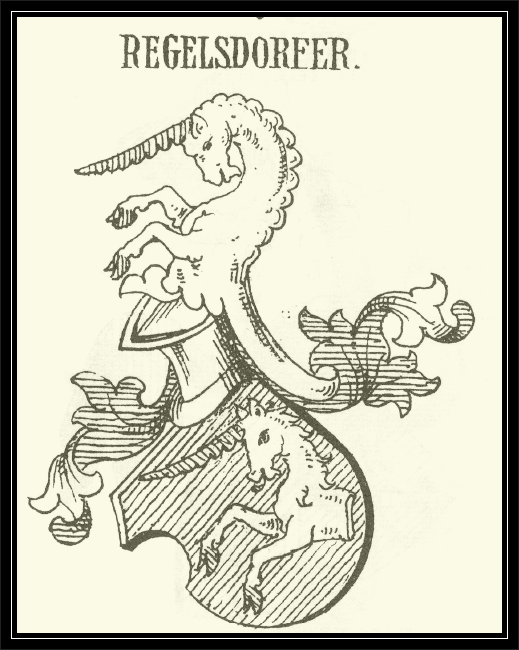
Wappen der Regeldorfer
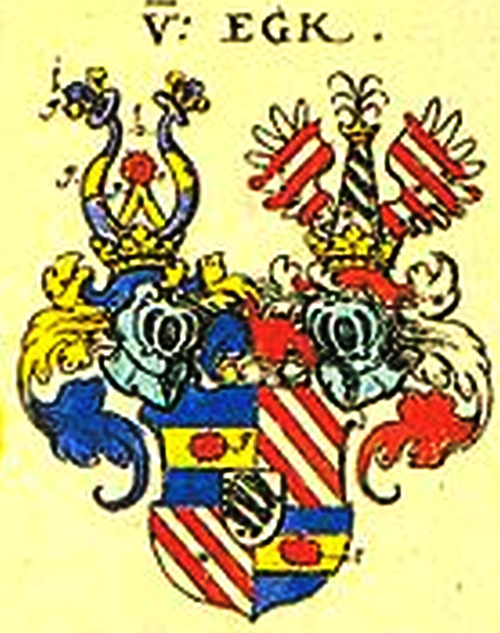
Wappen der Eck
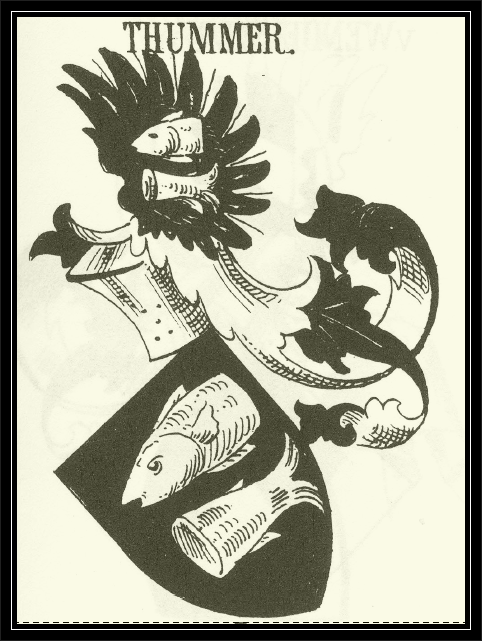
Wappen der Thumer von Zeitlarn und Bruckberg
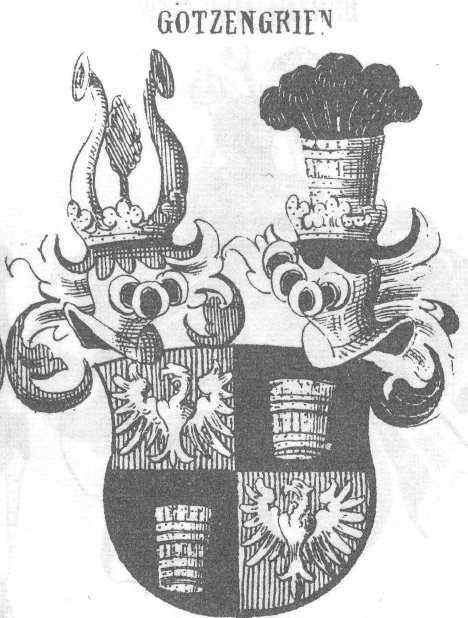
Wappen der Goetzengrien
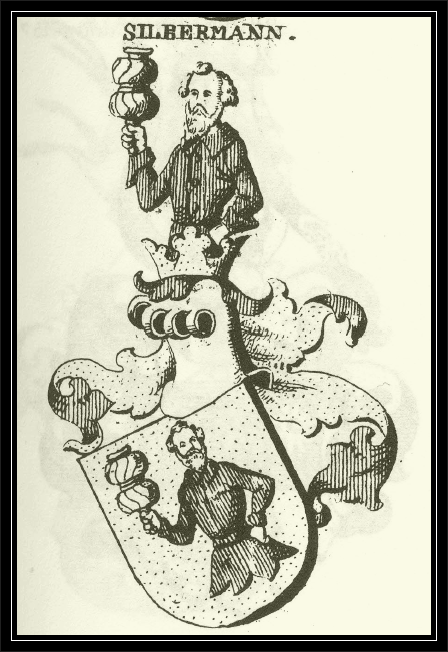
Wappen der Silbermann
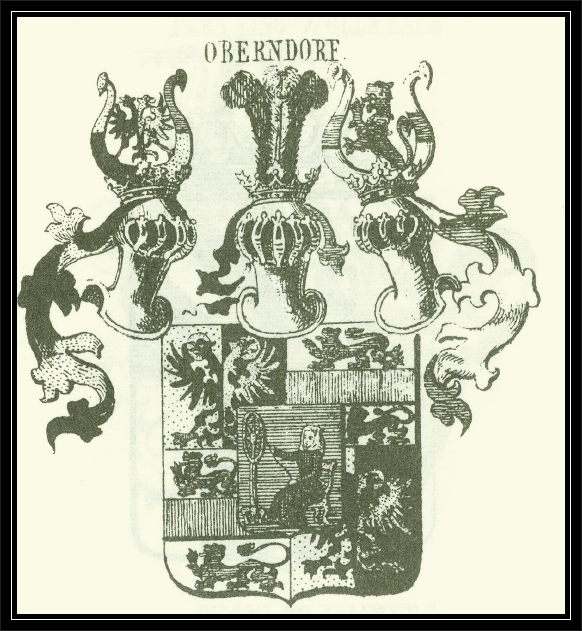
Wappen der Grafen von Oberndorff

Die Burg verfiel bei diesen vielen Besitzerwechseln immer mehr. Erst 1933 wurde mit dem Kauf der Burg durch Georg Rauchenberger der Verfall gestoppt. Er begann die Restaurierung mit großem persönlichem Einsatz. 1970 wurde zur Pflege und zur Erhaltung der Anlage das Kuratorium Burg Wolfsegg e. V. gegründet, das 1986 die Renovierung einleitete, die 1989 vollendet war. Heute befindet sich dort ein Burgmuseum, das von Mai bis Ende September besichtigt werden kann.

## Baugeschichte
Der älteste gefundene Balken stammt zwar aus dem Jahr 1278, aber es ist unwahrscheinlich, dass damals bereits der Burgenbau begann; vielleicht war damals hier eine erste Vorstufe der Burg. Der früheste Bauabschnitt enthielt nur den Palas mit einem Obergeschoss und ohne stabilisierende Innenwände, einen halbrunden Wehrturm und die Burgmauern in voller Höhe. Der erste Stock war über einen hölzernen Anbau erreichbar.
Zwischen 1325 und 1350 wurden in dem Palas eine feste Zwischenwand und das Bruchsteingewölbe eingebaut. In der Zeit von 1403 bis 1410 wurde der Palas um ein Stockwerk erhöht. In den beiden Obergeschossen wurde eine Querwand nördlich des heutigen Mittelganges errichtet. Ein massiver hölzerner Türstock im 1. Stock stammt aus dieser Zeit. Der sogenannte Rittersaal im 2. Stock wurde mit einer bunten Rankenmalerei ausgestattet. Der ziegelgemauerte Treppenturm stammt aus dem 16. Jahrhundert. Alle Räume im 1. Stock des Palas wurden eingewölbt und mit einem Fußboden mit quadratischen Ziegelplatten versehen.
Um 1721 wurde der Dachstuhl in seiner heutigen Form als Krüppelwalmdach errichtet. Der Treppenturm erhielt den Obergiebel und ein Satteldach. Auch wurden im 1. Stock ein Kamin eingebaut und ein Kachelofen aufgestellt. Im 2. Stock wurde der südliche Raum geteilt. Im 19. Jahrhundert wurde in der Nordwand des Erschließungsganges im 1. Stock ein neuer Kamin errichtet und der 1. Stock im nördlichen Raum wurde geteilt. Von Georg Rauchenberger wurde 1959 der Turm instand gesetzt und 1964 mit dem Bau des Wehrganges begonnen.

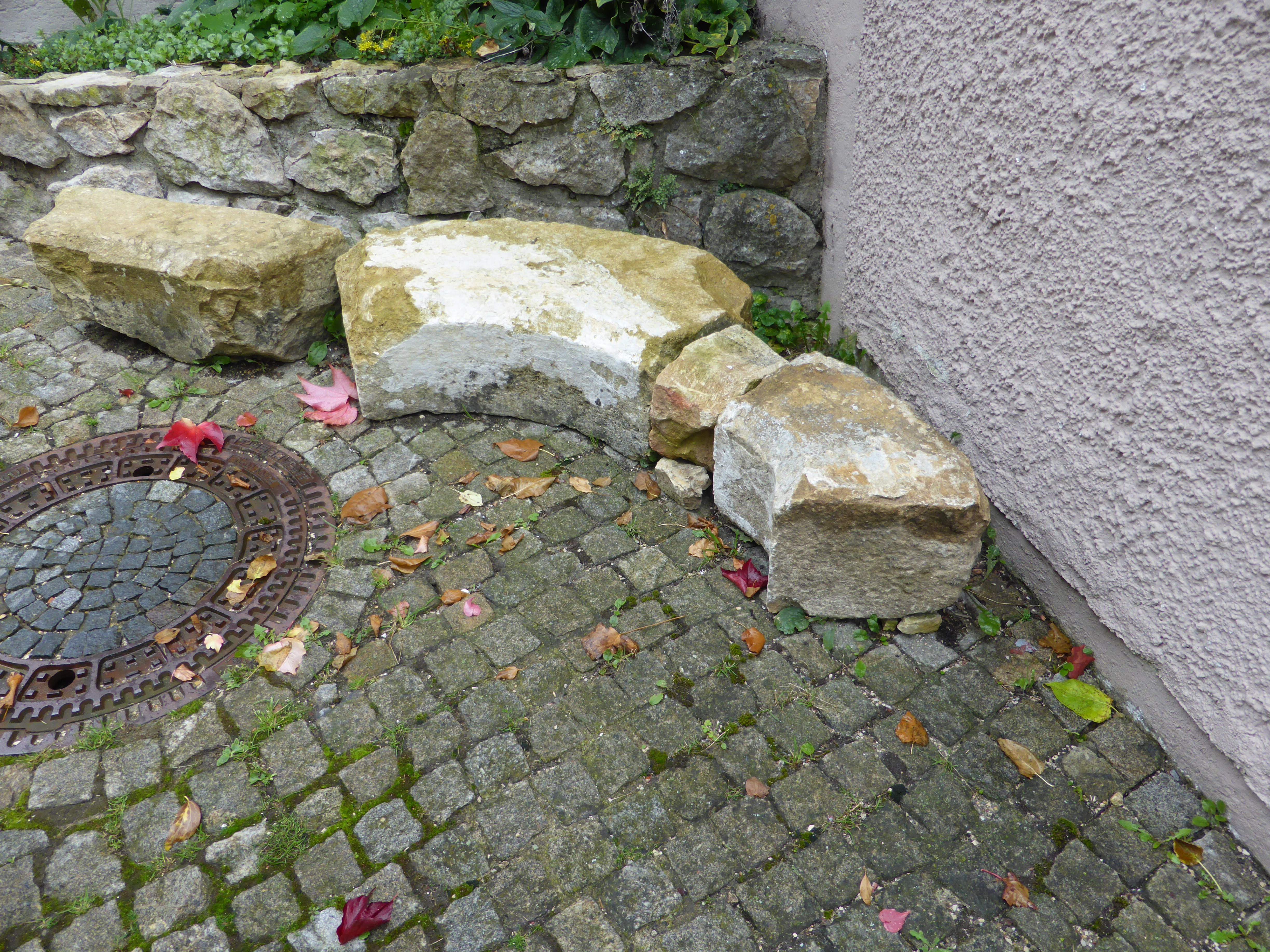
Reste des gotischen Eingangsportals beim Weberturm

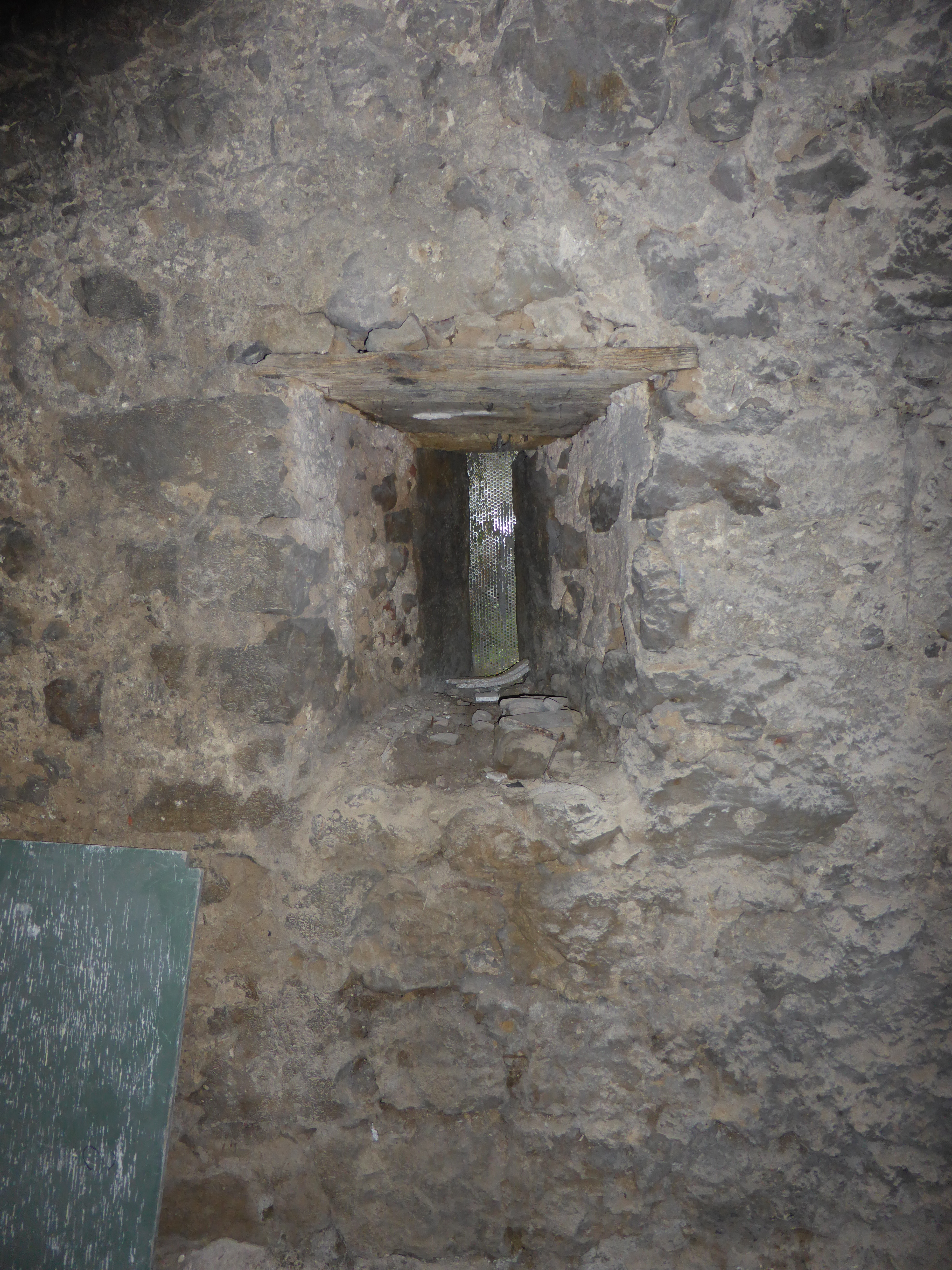
Schießscharte im Haus Burggasse 8

## Beschreibung
Die Burg besteht aus einer Kernburg mit dreistöckigem, turmartigem Palas, aber ohne separatem Bergfried. Im Obergeschoss des Palas sind noch Bemalungen von 1400 erhalten. Die Ringmauer mit halbrundem Mauerturm ist vollständig begehbar. Im Burginnenhof befindet sich eine Zisterne. Die Kernburg wird von einem bogenförmigen Zwinger umfasst; die Zwingermauer verläuft bis zum Gasthof Krone. Reste eines gotischen Eingangsportals beim Weberturm wurden von Hugo Graf von Walderdorff beschrieben, waren aber verschwunden, da sie als Hausstufen in dem heute nicht mehr bestehenden „Kaasnhaus“ eingebaut waren. In dem daran anschließenden Haus Burggasse 8 wurden von Konrad Spangler im Erdgeschoss nach außen weisende Schießscharten freigelegt. Südlich der Burg, schon außerhalb der Mauern, befindet sich die ehemalige Burgkapelle St. Laurentius (früher Marienkapelle); die sich dort befindliche Westempore war früher von einer Nebenpforte in der Zwingmauer durch einen ehemals mauergeschützten Steg erreichbar. Der Burgplatz ist heute ein Bodendenkmal.

## Burghöhle Wolfsegg
Unterhalb des Eingangs zur Burg befindet sich die etwa 500 Meter lange Burghöhle Wolfsegg. Im Höhlenkataster Fränkische Alb (HFA) ist die Höhle als G 2 registriert.
In der nicht zugänglichen Tropfsteinhöhle im Felsen unter der Burg fand sich neben Abfällen und anderen Resten auch der Schädel eines fünfjährigen Kindes.

## Geotop
Der Burgberg in Wolfsegg ist vom Bayerischen Landesamt für Umwelt als bedeutendes Geotop (Geotop-Nummer: 375R002) und Naturdenkmal ausgewiesen.

## Burgmuseum
Die Burg beherbergt heute ein Museum, in dem Dauerausstellungen über das Leben auf einer Oberpfälzer Burg, den Minnesang in der Region und die Stellung der Frau im Mittelalter gezeigt werden. Im Rittersaal sind Waffen und Rüstungsgegenstände aus dem 14. bis 18. Jahrhundert ausgestellt. Im Landsknechtskeller befindet sich ein Höhlenmuseum über die Tropfsteinhöhle im Burgfels.

## Sagen
Überliefert ist auch die Sage von der Weißen Frau, die in der Burg umgehen soll. Es wird behauptet, dass die Sage auf das 15. Jahrhundert zurückgeht, allerdings findet sich in einer Sagensammlung von 1848 noch nichts von dieser Geschichte. Es gibt Mutmaßungen, dass es sich dabei um die Frau des Burgherrn Ulrich von Laaber, Klara von Helfenstein, handelt, die dieser töten ließ, nachdem sie sich auf eine Liebschaft mit seinem Widersacher Georg Moller von der Hammermühle von Heitzenhofen eingelassen hatte. Dies ist aber mit der historischen Sachlage nicht in Einklang zu bringen, denn besagte Klara überlebte ihren Gatten um vier Jahre. Die Sage griff in den 1960er Jahren auch eine Regensburger Wochenzeitung auf. 1968 reiste dazu der New Yorker Parapsychologe Hans Holzer mit seinem Medium Edith Riedl aus Wien an, das die Weizkammer als Tatort des Mordes identifizieren zu können glaubte. Von Lichterscheinungen wird ebenfalls berichtet.
In der Burg wurden immer wieder unerklärliche Geräusche aus der Höhle wahrgenommen, die  vermutlich von Wilderern stammten, die dort ihre Beute versteckten und den Ruf als Geisterhöhle zu ihrem Nutzen pflegten.